# Hugo IV av Burgund
Hugo IV av Burgund, född 9 mars 1213, död 30 oktober 1272, var hertig av Burgund mellan 1218 och 1272. Hugo var den ende sonen till Eudes III av Burgund och Alice av Vergy. De första tio åren hans regeringstid, fram till 1228, styrde modern Alice i Burgund som hans förmyndare.
Hugo var gift två gånger, först med Yolande av Dreux med vilken han fick fem barn. Han gifte sig sedan med Beatrice av Navarra, dotter till Theobald I, vid 45 års ålder och fick med henne ytterligare fem barn. En av hans söner med Yolande, Robert, blev hans efterföljare på hertigtronen. Hugo IV dog vid 60 års ålder i oktober 1272 i Villaines-en-Duismois i Frankrike. Hans gravplats är okänd.

## Regeringstid
I en överenskommelse med Johan av Chalon år 1237 gav Hugo IV upp följande territorier: Salins-les-Bains, Belvoir, Vuillafans, Ornans, Montfaucon, Doubs, Arlay, Vaud, Chaussin och Orgelet mot erhållandet av grevskapen Chalon och Auxonne 1237, vilket utvidgade hertigdömet och gynnade den regionala ekonomin genom den växande vinhandeln. Johan av Chalon blev å sin sida en av de mer framstående adelsmännen i området.
1239 anslöt Hugo sig till det sjätte korståget som anordnades av den tysk-romerska kejsaren Fredrik II och kung Theobald I av Navarra. De burgundiska trupperna allierade sig med Rickard av Cornwall, återuppbyggde Ashkelon och förhandlade fram en fred med Egypten under 1241. Hugh gavs regenttiteln för Thessaloniki 1266, även om det hade återerövrats av bysantinerna några år tidigare.